# シェイクスピア劇登場人物一覧 喜劇
シェイクスピア劇登場人物一覧（シェイクピアげきとうじょうじんぶついちらん）は、ウィリアム・シェイクスピアの劇に登場する人物の一覧である。
- 名前のない貴族、従者、召使い、兵、伝令などは基本的に省略した。
- 五十音順で姓（ローマ人は第三名）を優先した。ただし、出身地などの地名が姓のように使われている場合はその限りではない。
- （史）は歴史上の人物、（虚）は（主に史劇の）虚構の人物、（伝）は伝説・神話の人物を表す。それ以外は虚構の人物である。
- 「外」（シェイクスピア以外の登場作品）はその人物が主役として登場する作品に限定した。
- 「演」（演じた役者）について、特に何も記していないものは舞台である。
- 「詞」（名台詞）はすべて坪内逍遥・訳から引用した。

| 悲劇 | 喜劇 | 史劇 |

## あ
- アーヴィラガス Arviragus（シンベリン）：シンベリンの息子。自分がモーガンの子だと信じ、キャドウォールと名乗っている
- アーキデーマス Archidamus（冬物語）：ボヘミアの貴族。
- アーサイト Arcite（二人の貴公子）：二人の貴公子の1人。エミーリアに恋する。
- アーシュラ Ursula（空騒ぎ）：ヒアローの侍女。
- アイリス Iris（テンペスト）：（伝）妖精。
- アダム Adam（お気に召すまま）：オリヴァーの召使い。
- アブホーソン Abhorson（尺には尺を）：死刑執行人。
- アラゴンの君 Prince of Aragon（ヴェニスの商人）：ポーシャの求婚者。
- アロンゾー Alonso（テンペスト）：ナポリ王。
- アンジェロ Angelo（尺には尺を）：公爵が留守中の領主代理。
  - 演：ジョン・カザール（1976年）、ジョン・ギールグッド（1950年）、チャールズ・ロートン（1933年）
- アンジェロ Angelo（間違いの喜劇）：金細工師。
- アンタイオカス Antiochus（ペリクリーズ）：アンティオケの王。
- アンタイオカスの王女（ペリクリーズ）
- アンティゴナス Antigonus（冬物語）：シチリアの貴族。
- アンティフォラス、エフェサスの Antipholus of Ephesus（間違いの喜劇）：イジーオンの双子の息子の1人。
- アンティフォラス、シラキュースの Antipholus of Syracuse（間違いの喜劇）：イジーオンの双子の息子の1人。
- アントーニオ Antonio（ヴェニスの商人）：ヴェニスの商人。
  - 演：ジェレミー・アイアンズ（2004年、映画）
- アントーニオ Antonio（空騒ぎ）：レオナートの兄弟、老人。
- アントーニオ Antonio（テンペスト）：プロスペローの弟。
- アントーニオ Antonio（十二夜）：海軍の将軍。セバスチャンの友人。
- アントーニオ Antonio（ヴェローナの二紳士）：プローテュースの父。
- イージアス Egeus（夏の夜の夢）：ハーミアの父。
- イージオン Aegeon（間違いの喜劇）：シラキュースの商人。
- 居酒屋の女将（じゃじゃ馬ならし）
- イザベラ Isabella（尺には尺を）：クローディオの妹。
  - 演：メリル・ストリープ（1976年）
- 医師（二人の貴公子）
- イノージェン Innogen（空騒ぎ）：初期のテキストに名前だけ出てくる（つまりゴースト・キャラクター）レオナートの妻。
- イモージェン Imogen（シンベリン）：シンベリンと先妻の娘。
  - 演：エレン・テリー（1896年）
- ヴァージス Verges（空騒ぎ）：小役人、ドッグベリーのパートナー。
  - 演：リチャード・カウリー（初演）
- ウァレーリウス Valerius（二人の貴公子）
- ヴァイオラ Viola（十二夜）：セバスチャンの双子の妹。男装した時は「シザーリオ」を名乗る。
  - 演：ペギー・アシュクロフト（1950年）、フランシス・バーバー（1988年、テレビ）、イモジェン・スタッブス（1996年、映画）、パーミンダ・ナーグラ（2003年、テレビ）、ジョーン・プロウライト（1969年、テレビ、セバスチャンと二役）、ヘレン・ヘイズ（1941年）、ヴィヴィアン・リー（1955年、セバスチャンと二役）
- ヴァイオレンタ Violenta（終わりよければ全てよし）未亡人の隣人。
- ヴァレンタイン Valentine（十二夜）：オーシーノの侍臣。
- ヴァレンタイン Valentine（ヴェローナの二紳士）：二紳士の一人。
- ヴァリアス Varrius（尺には尺を）：紳士。公爵の従者。
- ウィリアム William（お気に召すまま）：オードリーに恋する田舎青年。
- ヴィンセンシオ Vincentio（尺には尺を）：ウィーンの公爵。
  - 演：デヴィッド・オグデン・スティアーズ（1973年）、サミュエル・フェルプス（19世紀）
- ヴィンセンシオ Vincentio（じゃじゃ馬ならし）：ルーセンシオの父親。
- ヴェニスの公爵 Duke of Venice（ヴェニスの商人）
- エーギュチーク（十二夜）＞サー・アンドリュー・エーギュチーク
- エードリアーノー（恋の骨折り損）＞ドン・エードリアーノー
- エーミエンズ Amiens（お気に召すまま）：前公爵に同伴する貴族。
  - 詞：「緑なす木の下に/来たりて共に臥し/鳥の音に声を合せ/面白く歌うたはん人よ」（II.5）
- エードリアン Adrian（テンペスト）：貴族。
- エアリエル Ariel（テンペスト）：空気の精。
  - 演：ロディ・マクドウォール（1960年、テレビ）
  - 詞：「五尋（いつひろ）深き水底に/御父上は臥しらまふ」（I.2）
- エヴァンズ、サー・ヒュー Sir Hugh Evans（ウィンザーの陽気な女房たち）：ウェールズ人牧師。
- エグラモー Eglamour（ヴェローナの二紳士）：シルヴィアが家出する時の援助者。
- エスカニーズ Escanes（ペリクリーズ）：タイアの貴族。
- エスカラス Escalus（尺には尺を）：老貴族。アンジェロとともに代理を務める。
- エドリエーナ Adriana（間違いの喜劇）：エフェサスのアンティフォラスの妻。
  - 演：ジュディ・デンチ（1978年、映画）
- エミーリア Aemilia（間違いの喜劇）：エフェサスの尼僧院長。イジーオンの妻。
- エミーリア Emelia（二人の貴公子）：シーシアスの妹。
- エミーリア Emilia（冬物語）：ハーマイオニの侍女。
- エルボー Elbow（尺には尺を）：つまらない警吏。
- オーヴァーダン夫人 Mistress Overdone（尺には尺を）：売春宿の女将。
- オーシーノ Orsino（十二夜）：イリリア公爵。
  - 演：キウェテル・イジョフォー（2003年、テレビ）、トビー・スティーブンス（1996年、映画）
- オートケーキ、ヒュー Oatcake（空騒ぎ）：夜警。
- オードリー Audrey（お気に召すまま）：田舎娘。
- オートリカス Autolycus（冬物語）：ごろつき。
- オーベロン Oberon（夏の夜の夢）：妖精王。
  - 外：ベン・ジョンソン『妖精の王子オベロン』（仮面劇）
  - 演：ルパート・エヴェレット（1999年、映画）
- オーランドー Orlando（お気に召すまま）：ローランド・ド・ボイスの息子。
  - 演：ローレンス・オリヴィエ（1936年、映画）
- 王妃 Queen（シンベリン）：シンベリンの妻。
- オリヴァー Oliver（お気に召すまま）：ローランド・ド・ボイスの息子。
- オリヴィア Olivia（十二夜）：イリリア女伯爵。
  - 演：ヘレナ・ボナム＝カーター（1996年、映画）

## か
- ガーター亭の主人 The Host of the Garter Inn（ウィンザーの陽気な女房たち）
- カーティス Curtis（じゃじゃ馬ならし）：ペトルーチオの召使い。

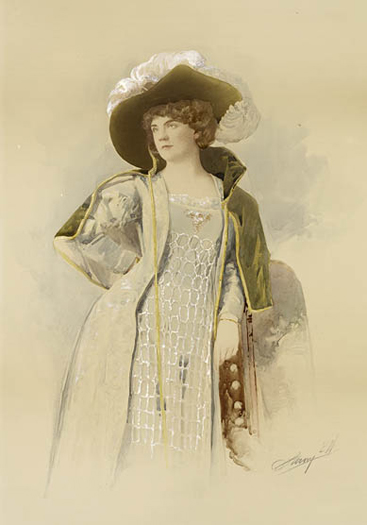
カタリーナに扮したエイダ・レーアン（1887年）

- カタリーナ Katherina（じゃじゃ馬ならし）：バプティスタの娘。「じゃじゃ馬」。
  - 演：エリザベス・テイラー（1967年、映画）、メアリー・ピックフォード（1929年、映画）
- 蛾の羽根 Moth（夏の夜の夢）：妖精。
- カミロー Camillo（冬物語）：シチリアの貴族。
- ガワー Gower（ペリクリーズ）：（史）詩人
- キーズ  Caius（ウィンザーの陽気な女房たち）：フランス人医師。
- キャサリン Katharine（恋の骨折り損）：フランス王女に仕える貴婦人。
- キャドウォール Cadwal（シンベリン）＞アーヴィラガス
- キャピレット（終わりよければ全てよし）＞フローレンスの未亡人
- キャリバン Caliban（テンペスト）：奇怪な姿をしたプロスペローの奴隷、魔女シコラクスの子。
  - 演：ジェームズ・アール・ジョーンズ（1962年）[1]、ハーバート・ビーボン・トゥリー、リチャード・バートン（1960年、テレビ）、ラルフ・リチャードソン
- キューリオ Curio（十二夜）：オーシーノの侍臣。
- クィックリー夫人 Mistress Quickly（ウィンザーの陽気な女房たち）：キーズ医師の使用人。（史劇では『ヘンリー四世 第1部』、『ヘンリー四世 第2部』、『ヘンリー五世』に出演）。
- グィディーリアス Guiderius（シンベリン）：シンベリンの息子。自分がモーガンの子だと信じ、ポリドーアと名乗っている。
- クインス Quince（夏の夜の夢）：大工。
- 蜘蛛の巣 Cobweb（夏の夜の夢）：妖精。
- グラシアーノー Gratiano（ヴェニスの商人）：アントーニオとバサーニオの友人。
- クリーオン Cleon（ペリクリーズ）：タルソの太守。
- クリオミニーズ Cleomenes'（冬物語）：シチリアの貴族。
- グルーミオ Grumio（じゃじゃ馬ならし）：ペトルーチオの召使い。
- グレミオ Gremio（じゃじゃ馬ならし）：ビアンカの求婚者。
- クローディオ Claudio（尺には尺を）：若い紳士。
- クローディオ Claudio（空騒ぎ）：フローレンスの貴族、ドン・ペドロの友人。
  - 演：ロバート・ショーン・レナード（映画）
- クロートン Cloten（シンベリン）：王妃と先夫の息子。
- ケイト Kate（じゃじゃ馬ならし）＞カタリーナ
- 芥子の種 Mustardseed（夏の夜の夢）：妖精。
- コーニーリアス Cornelius（シンベリン）：医師。
- 公爵（尺には尺を）＞ヴィンセンシオ
- 小姓（終わりよければ全てよし）
- 小姓（空騒ぎ）：ベネディックの。
- コスタード Costard（恋の骨折り損）：田舎者。
- ゴッボー、ランスロット Launcelot Gobbo（ヴェニスの商人）：道化。シャイロックの召使い。
- ゴッボー、父 ランスロットの父
- コリン Corin（お気に召すまま）：羊飼い。
- ゴンザーロー Gonzal（テンペスト）：忠実な老顧問官。
- コンラッド Conrade（空騒ぎ）：ドン・ジョンの家来。

## さ
- サー・アンドリュー・エーギュチーク Sir Andrew Aguecheek（十二夜）：愚かな騎士。
  - 演：リチャード・E・グラント（1996年、映画）
- サー・トービー・ベルチ Sir Toby Belch（十二夜）：オリヴィアの叔父。
  - 演：ラルフ・リチャードソン（1931年/1969年、テレビ）、ロバート・ハーディ（1980年、テレビ映画）
- サイモニディーズ Simonides（ペリクリーズ）：ペンタポリスの王。
- サリアード Thaliard（ペリクリーズ）：アンティオケの貴族。
- サレリーオー Salerio（ヴェニスの商人）：アントーニオとバサーニオの友人。
  - 演：ジョン・リス＝デイヴィス（1980年、テレビ）
- シーコール、ジョージ Seacoal（空騒ぎ）：夜警。
- シーシアス Theseus（夏の夜の夢、二人の貴公子）：（伝）アセンズ公。
- シーリーズ Ceres（テンペスト）：（伝）妖精。
- シーリア Celia（お気に召すまま）：フレデリックの娘。
  - 演：クロリス・リーチマン
- ジェイクイズ Jaques（お気に召すまま）：ローランド・ド・ボイスの息子。
- ジェイクイズ Jaques（お気に召すまま）：前公爵に同伴する貴族。
  - 詞：「人間世界は悉く舞台です」（II.7）
  - 演：ケヴィン・クライン（2006年、映画）、コリー・シバー（18世紀）、ジェームズ・フォックス（1992年、映画）
- ジェシカ Jessica（ヴェニスの商人）：シャイロックの娘。
  - 演：ズレイカ・ロビンソン（2004年、映画）
- ジェロルド Gerrold（二人の貴公子）：学校教師。
- 式部官（ペリクリーズ）
- シザーリオ Cesario（十二夜）＞ヴァイオラ
- 仕立屋（じゃじゃ馬ならし）

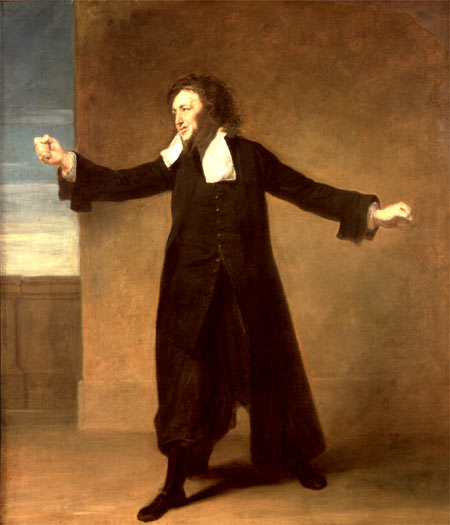
シャイロックを演じるチャールズ・マックリンを描いた絵（ヨハン・ゾファニー 画、1767-68年）

- シャイロック Shylock（ヴェニスの商人）：金持ちのユダヤ人。
  - 演：ローレンス・オリヴィエ（1973年、テレビ）、アル・パチーノ（2004年、映画）
- ジャケネッタ Jaquenetta（恋の骨折り損）：田舎娘。
- シャロウ Shallow（ウィンザーの陽気な女房たち）：治安判事。（『ヘンリー四世 第2部』にも出演）。
- シューリオ Thurio（ヴェローナの二紳士）：ヴァレンタインの愚かな恋敵。
- ジュノー Juno（テンペスト）：妖精。
- ジュリア Julia（ヴェローナの二紳士）：ヴェローナの貴婦人。プローテュースの恋人。
- ジュリエット Juliet（尺には尺を）：クローディオの恋人。
- ジョーゼフ Joseph（じゃじゃ馬ならし）：ペトルーチオの召使い。
- 娼婦（間違いの喜劇）
- 書記（空騒ぎ）
- 女郎屋の女将（ペリクリーズ）
- 女郎屋の亭主（ペリクリーズ）
- シルヴィア Silvia（ヴェローナの二紳士）：ヴァレンタインの恋人。
- シルヴィアス Silvius（お気に召すまま）：羊飼い。
- シンプル Simple（ウィンザーの陽気な女房たち）：スレンダーの召使い。
- シンベリン Cymbeline（シンベリン）：（史）&（伝）ブリテン王。
- 水夫（冬物語）
- 水夫長（テンペスト）
- スターヴリング Starveling（夏の夜の夢）：仕立て屋
- ステファノー Stephano（ヴェニスの商人）：ポーシャの召使い。
- ステファノー Stephano（テンペスト）：酒飲みの賄い方。
- スナウト Snout（夏の夜の夢）：鋳掛け屋。
- スナッグ Snug（夏の夜の夢）：指物師。
- スピード Speed（ヴェローナの二紳士）：ヴァレンタインの小姓。
- スライ、クリストファー Christopher Sly（じゃじゃ馬ならし）：鍵掛屋。
- スレンダー Slender（ウィンザーの陽気な女房たち）：シャロウの従兄弟。
- セーザ Thaisa（ペリクリーズ）サイモニディーズの王女。
- セバスチャン Sebastian（テンペスト）：アロンゾーの弟。
- セバスチャン Sebastian（十二夜）：ヴァイオラの双子の兄。
- セリモン Cerimon（ペリクリーズ）：エペソスの貴族。
- 前公爵 Duke（お気に召すまま）：弟に簒奪されアーデンの森の中に隠れ住む。
- 船長（テンペスト）
- 船長（十二夜）
- ソラーニオー Solanio（ヴェニスの商人）：アントーニオとバサーニオの友人。
- ソライナス Solinus（間違いの喜劇）：エフェサスの公爵。

## た
- タイーサ（ペリクリーズ）＞セーザ
- ダイアナ Diana（終わりよければ全てよし）未亡人の娘。
- ダイアナ Diana（ペリクリーズ）：（伝）女神。
- ダイオナイザ Dionyza（ペリクリーズ）：クリーオンの妻。
- ダイオン Dion（冬物語）：シチリアの貴族。
- タイターニア Titania（夏の夜の夢）：妖精の女王。
  - 演：ジュディ・デンチ（1968年、映画）、ミシェル・ファイファー（1999年、映画）
- タッチストーン Touchstone（お気に召すまま）：道化。
  - 演：アルフレッド・モリーナ（2006年、映画）
- ダル Dull（恋の骨折り損）：警吏。
- チャールズ Charles（お気に召すまま）：フレデリックの力士。
- ティターニア（夏の夜の夢）＞タイターニア
- ディミートリアス Demetrius（夏の夜の夢）：ハーミアに思いを寄せる。
- テセウス（夏の夜の夢、二人の貴公子）＞シーシアス
- デニス Dennis（お気に召すまま）オリヴァーの召使い。
- テューバル Tubal（ヴェニスの商人）：シャイロックの友人、ユダヤ人。
- デュメーン Dumaine（恋の骨折り損）：ナヴァール王に仕える貴族。
- 典獄（尺には尺を）
- ドーカス Dorcas（冬物語）：羊飼いの娘。
- 道化（終わりよければ全てよし）＞ラヴァッチ
- 道化（冬物語）：老羊飼いの息子。
- ドッグベリー Dogberry（空騒ぎ）：巡査。
  - 演：マイケル・キートン（映画）、ウィリアム・ケンプ（初演）
- トマス Thomas（尺には尺を）：修道士。
- トラーニオ Tranio（じゃじゃ馬ならし）：ルーセンシオの召使い。
- トリンキュロー Trinculo（テンペスト）：道化。
- ドローミオ、エフェサスの Dromio of Ephesus（間違いの喜劇）：エフェサスのアンティフォラスに仕える。シラキュースのドローミオとは双子の兄弟。
- ドローミオ、シラキュースの Dromio of Syracuse（間違いの喜劇）：シラキュースのアンティフォラスに仕える。エフェサスのドローミオとは双子の兄弟。
  - 演：ロジャー・ダルトリー（1983年、テレビ、双子を二役）、チャールズ・マックリン（18世紀）
- ドン・エードリアーノー・デ・アーマードー Don Adriano de Armado（恋の骨折り損）：風変わりなスペイン人。
- ドン・ジョン Don John（空騒ぎ）：ドン・ペドロの兄弟。
  - 演：キアヌ・リーブス（映画）
- ドン・ペドロ Don Pedro（空騒ぎ）アラゴンの王子。
  - 演：デンゼル・ワシントン（映画）

## な
- ナサニエル Nathaniel（じゃじゃ馬ならし）：ペトルーチオの召使い。
- ナサニエル、サー Sir Nathaniel（恋の骨折り損）：村の神父
- ニム Nym（ウィンザーの陽気な女房たち）：フォルスタッフの子分たち。（史劇では『ヘンリー五世』に出演）
- ネリッサ Nerissa（ヴェニスの商人）：ポーシャの侍女。
- ネル Nel（二人の貴公子）

## は
- バーソロミュー Bartholomew（じゃじゃ馬ならし）：小姓。
- パーディタ Perdita（冬物語）：リオンディーズとハーマイオニの娘
- バートラム Bertram（終わりよければ全てよし）：ロシリオン伯爵。
- バードルフ Bardolph（ウィンザーの陽気な女房たち）：フォルスタッフの子分たち。（史劇では『ヘンリー四世 第1部』、『ヘンリー四世 第2部』、『ヘンリー五世』に出演）。
- バーナーダイン Barnardine（尺には尺を）：ずぼらな囚人。
- ハーマイオニ Hermione（冬物語）：リオンディーズの妃。
- ハーミア Hermia（夏の夜の夢）：イージアスの娘、ライサンダーの恋人。
  - 演：オリヴィア・デ・ハヴィランド（1935年、映画）
- ハイメン Hymen（二人の貴公子）：（伝）
- ハイメンに扮する人物（お気に召すまま）
- バサーニオ Bassanio（ヴェニスの商人）：アントーニオの友人。
  - 演：ジョセフ・ファインズ（2004年、映画）、ジェレミー・ブレット（1973年、テレビ）
- パック Puck または Robin Goodfellow（夏の夜の夢）：（伝）妖精。
  - 外：ラドヤード・キップリング『プークが丘の妖精パック』
  - 演：スタンリー・トゥッチ（1999年、映画）、イアン・ホルム（1968年、映画）、ミッキー・ルーニー（1935年、映画）
- パラモン Palamon（二人の貴公子）：二人の貴公子の1人。エミーリアに恋する。
- バルサザー Balthazar（ヴェニスの商人）：ポーシャの召使い。
- バルサザー Balthasar（空騒ぎ）：ドン・ペドロの従者、歌手。
- バルサザー Balthazar（間違いの喜劇）：商人。
- 判事（尺には尺を）
- パンシーノー Panthino（ヴェローナの二紳士）：アントーニオの召使い。
- ピーター Peter（尺には尺を）：修道士。
  - 演：ケヴィン・クライン（1973年）
- ピーター Peter（じゃじゃ馬ならし）：ペトルーチオの召使い。
- ビアトリス Beatrice（空騒ぎ）：レオナートの姪、孤児。
  - 演：エレン・テリー（1882年）、エマ・トンプソン（映画）
- ヒアロー Hero（空騒ぎ）：レオナートの娘。
  - 演：ケイト・ベッキンセイル（映画）
- ビアンカ Bianca（じゃじゃ馬ならし）：バプティスタの娘。
- ビオンデロ Biondello（じゃじゃ馬ならし）：ルーセンシオの召使い。
- ピザーニオ Pisanio（シンベリン）：ポンテュマスの召使い。
- ピストル Pistol（ウィンザーの陽気な女房たち）：フォルスタッフの子分たち。（史劇では『ヘンリー四世 第2部』、『ヘンリー五世』に出演）。
- ヒッポリタ Hippolyta（夏の夜の夢、二人の貴公子）：（伝）アマゾンの女王。シーシアスの妻。
- ビローン Berowne（恋の骨折り損）：ナヴァール王に仕える貴族。
  - 演：ケネス・ブラナー（2000年、映画）
- ピンチ Pinch（間違いの喜劇）：呪文を使える家庭教師。
- ファーディナンド Ferdinand（恋の骨折り損）：ナヴァール王。
- ファーディナンド Ferdinand（テンペスト）：アロンゾーの息子。
- フィービー Phebe（お気に召すまま）：女羊飼い。
- フィラーリオ Philario（シンベリン）：イタリア人。ポステュマスの友人。
- フィレモン Philmon（ペリクリーズ）：セリモンの召使い。
- フィロストレート Philostrate（夏の夜の夢）：シーシアスに仕える饗宴係。
- フェービアン Fabian（十二夜）：オリヴィアの家の家人。
- フェステ Feste（十二夜）：オリヴィアの家の道化。
  - 詞：「来をれ、最期（いまは）よ、来をるなら、来をれ」（II.4）
  - 演：ベン・キングズレー（1996年、映画）
- フェントン Fenton（ウィンザーの陽気な女房たち）：若い紳士。
- フォード Ford（ウィンザーの陽気な女房たち）：ウィンザーに住む紳士。
- フォード夫人 Mistress Ford（ウィンザーの陽気な女房たち）
- フォルスタッフ、サー・ジョン Sir John Falstaff（ウィンザーの陽気な女房たち）：史劇では『ヘンリー四世 第1部』、『ヘンリー四世 第2部』に出演し、ハル王子やこの作品にも登場するいつもの仲間と暴れ回った。
  - フォルスタッフの小姓（ウィンザーの陽気な女房たち）＞ロビン
- フランシス Francis（空騒ぎ）：修道士。
- フランシスカ Francisca（尺には尺を）：尼僧。
- フランシスコー Francisco（テンペスト）：貴族。
- フランス王 King of France（終わりよければ全てよし）
- フランス王女 Princess of France（恋の骨折り損）
  - 演：アリシア・シルヴァーストーン（2000年、映画）
- フルート Flute（夏の夜の夢）：オルガンのふいご修理屋。
- フレデリック Frederick（お気に召すまま）前公爵の弟、その所領の簒奪者。
- プローテュース Proteus.（ヴェローナの二紳士）：二紳士の一人。
- フローレンス公爵 Duke of Florence（終わりよければ全てよし）
- フローレンスの未亡人 An Old Widow of Florence（終わりよければ全てよし）
- フロス Froth（尺には尺を）：ばかな紳士。
- プロスペロー Prospero（テンペスト）：正統のミラノ大公。
  - 演：ジョン・ウッド（1988年）、モーリス・エヴァンス（1961年、テレビ）、ジョン・ギールグッド（多数/1991年、映画『プロスペローの本』）、マックス・フォン・シドー（1988年）、エフレム・ジンバリスト・ジュニア（1983年、テレビ）、アレック・マッコーエン（1994年）、パトリック・スチュワート（1995年）、ヴァネッサ・レッドグレイヴ（2000年）
- フロリゼル Florizel（冬物語）：ポリクシニーズの息子。
- ページ Page（ウィンザーの陽気な女房たち）：ウィンザーに住む紳士。
- ページ、アン Mistress Anne Page（ウィンザーの陽気な女房たち）：その娘。フェントンに恋する。
- ページ、ウィリアム William Page（ウィンザーの陽気な女房たち）：少年。ページの息子。
- ページ夫人 Mistress Page（ウィンザーの陽気な女房たち）
- ペーローレス Parolle（終わりよければ全てよし）：バートラムの家臣。
- ペイリトオス Perithous（二人の貴公子）：（伝）
- ペトルーキオ Petruchio（じゃじゃ馬ならし）：キャタリーナの求婚者。
  - 演：ジョン・クリーズ（1980年、テレビ）、リチャード・バートン（1967年、映画）、ダグラス・フェアバンクス（1929年、映画）

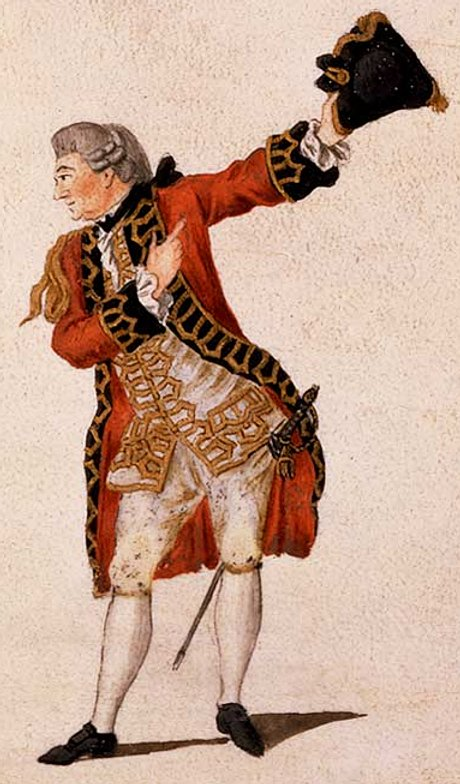
ベネディックを演じるデヴィッド・ギャリックを描いた絵（1770年）

- ベネディック Benedick（空騒ぎ）：パデュアの貴族、ドン・ペドロの友人。
  - 演：ヘンリー・アーヴィング（1882年）、サム・ウォーターストン（1973年、テレビ）、ジョン・ギールグッド（1930年）、デヴィッド・ギャリック（1765年）、デレク・ジャコビ（1983年/1985年）、サイモン・ラッセル・ビール（2007年）
- ペリクリーズ Pericles（ペリクリーズ）：タイアの領主。
  - 演：ポール・スコフィールド
- ヘリケーナス Helicanus（ペリクリーズ）：タイアの貴族。
- ベレーリアス Belarius（シンベリン）：追放された貴族で、変装して「モーガン」を名乗る。
- ベルチ（十二夜）＞サー・トービー・ベルチ
- ヘレナ Helena（夏の夜の夢）：ディミートリアスに思いを寄せる。
  - 演：キャリスタ・フロックハート（1999年、映画）、ダイアナ・リグ（1968年、映画）
- ヘレナ Helena（終わりよければ全てよし）ロシリオン伯爵夫人に保護された淑女。
- ヘレン Helen（シンベリン）：イモージェンの侍女。
- ポーシャ Portia（ヴェニスの商人）：金持ちの相続人。
  - 演：エレン・テリー（1879年）、ジョーン・プロウライト（1973年、テレビ）
- ホーテンシオ Hortensio（じゃじゃ馬ならし）：ビアンカの求婚者。
- ポーリーナ Paulina（冬物語）：アンティゴナスの妻。
- ボールト Boult（ペリクリーズ）：女郎屋の亭主の召使い。
- ボイエット Boyet（恋の骨折り損）：フランス王女に仕える貴族。
- 帽子屋（じゃじゃ馬ならし）
- ボトム Bottom（夏の夜の夢）：織工。
  - 演：ジェームズ・キャグニー（1935年、映画）、ケヴィン・クライン（1999年、映画）
- ボラキオ Borachio（空騒ぎ）：ドン・ジョンの家来。
- ポリクシニーズ Polixenes（冬物語）：ボヘミア王。
- ポリドーア Polydore（シンベリン）＞グィディーリアス
- ホロファニーズ Holofernes（恋の骨折り損）：学校教師。
- ポンピー Pompey（尺には尺を）：オーヴァーダン夫人の使用人。

## ま
- マーガレット Margaret（空騒ぎ）：ヒアローの侍女。
- マーケード Marcade（恋の骨折り損）：フランス王女に仕える貴族。
- マーテクスト、サー・オリヴァー Sir Oliver Martext（お気に召すまま）：田舎牧師。
- マミリアス Mamillius（冬物語）：リオンディーズの息子。
- 豆の花 Peaseblossom（夏の夜の夢）：妖精。
- マライア Maria（恋の骨折り損）：フランス王女に仕える貴婦人。
- マライア Maria（十二夜）：オリヴィアの侍女。
- マリーナ Marina（ペリクリーズ）：ペリクリーズとセーザの娘。
- マリアナ Mariana（終わりよければ全てよし）未亡人の隣人。
- マリアナ Mariana（尺には尺を）：アンジェロの婚約者。
- マルヴォーリオ Malvolio（十二夜）：オリヴィア家の執事。
  - 演：モーリス・エヴァンス（1941年）、ローレンス・オリヴィエ（1955年）、ジョン・ギールグッド（1931年）、アレック・ギネス（1969年、テレビ）、アレック・マッコーエン（1980年、テレビ）、リチャード・ブライアーズ（1988年、テレビ）、ナイジェル・ホーソーン（1996年、映画）、サイモン・ラッセル・ビール（2002年）
- ミノーラ、バプティスタ Baptista Minola（じゃじゃ馬ならし）：パドヴァの富豪。
- 未亡人（終わりよければ全てよし）＞フローレンスの未亡人
- 未亡人（じゃじゃ馬ならし）
- ミラノ大公 Duke of Milan（ヴェローナの二紳士）：シルヴィアの父。
- ミランダ Miranda（テンペスト）：プロスペローの娘。
  - 演：リー・レミック（1960年、テレビ）
  - 詞：「まァ、どんな見事な、新奇（めづら）しい世界であらう!」（V.1）
- モーガン（シンベリン）＞ベレーリアス
- モス Moth（恋の骨折り損）：アーマードーの小姓。
- モプサ Mopsa（冬物語）：羊飼いの娘。
- モロッコの君 Prince of Morocco（ヴェニスの商人）：ポーシャの求婚者。

## や
- ヤーキモー Iachimo（シンベリン）：イタリア人。フィラーリオの友人。

## ら
- ラーンス Launce（ヴェローナの二紳士）：プローテュースの召使い。
- ライサンダー Lysander（夏の夜の夢）：ハーミアの恋人。
  - 演：デビッド・ワーナー（1968年、映画）
- ライシマカス Lysimachus（ペリクリーズ）：ミスティリーニの太守。
- ラヴァッチ Lavache（終わりよければ全てよし）ロシリオン伯爵家の道化。
- ラグビー Rugby（ウィンザーの陽気な女房たち）：キーズ医師の召使い。
- ラフュー Lafeu（終わりよければ全てよし）：老貴族。
- リーオナイン Leonine（ペリクリーズ）：ダイオナイザの召使い。
- リーオネータス、ポステュマス Posthumus Leonatus（シンベリン）：紳士。イモージェンの夫。
  - 演：デヴィッド・ギャリック（18世紀）
- リオンティーズ Leontes（冬物語）：シチリア王。
  - 演：ジョン・ギールグッド（1951年）、ジェレミー・ケンプ（1981年、テレビ）、ジョン・フィリップ・ケンブル（1811年）、ダグレイ・スコット、ハーバート・ビーボン・トゥリー（1906年）、ローレンス・ハーヴェイ（1968年、映画）
- リコリダ Lychorida（ペリクリーズ）：マリーナの乳母。
- リナルドー Rinaldo（終わりよければ全てよし）ロシリオン伯爵に仕える執事。
- リューシャス、ケーヤス Caius Lucius（シンベリン）：ローマ軍の将軍。
- リュース Luce（間違いの喜劇）：エドリエーナの女中。
- 領主（じゃじゃ馬ならし）
- 林務官（恋の骨折り損）
- ルーシオ Lucio（尺には尺を）：風変わりな男。
- ルーセッタ Lucetta（ヴェローナの二紳士）：ジュリアの侍女。
- ルーセンシオ Lucentio（じゃじゃ馬ならし）：ビアンカの求婚者。
- ルシアーナ Luciana（間違いの喜劇）：エドリエーナの妹。
  - 演：フランチェスカ・アニス（1978年、映画）
- ル・ボー Le Beau（お気に召すまま）：フレデリックの廷臣。
- レオナート Leonato（空騒ぎ）：メシーナの知事。
- レオナードー Leonardo（ヴェニスの商人）：バサーニオの召使い。
- 牢番（二人の貴公子）
- 牢番（冬物語）
- 牢番の弟（二人の貴公子）
- 牢番の娘（二人の貴公子）：パラモンに恋する。
- 老羊飼い（冬物語）：パーディタの父と噂される。
- ロザライン Rosaline（恋の骨折り損）：フランス王女に仕える貴婦人。
- ロザリンド Rosalind（お気に召すまま）：前公爵の娘。
  - 演：ブライス・ダラス・ハワード（2006年、映画）、キャサリン・ヘプバーン、エリザベート・ベルクナー（1936年、映画）、ヘレン・ミレン（1978年、テレビ）
- ロシリオン伯爵（終わりよければ全てよし）＞バートラム
- ロシリオン伯爵に仕える執事（終わりよければ全てよし）＞リナルドー
- ロシリオン伯爵夫人 Countess of Rousillon（終わりよければ全てよし）バートラムの母親。
- ロビン Robin（ウィンザーの陽気な女房たち）：フォルスタッフの小姓。（史劇でも『ヘンリー四世 第2部』、『ヘンリー五世』で同じ役を務めたが、名前がなかった）。
- ロレンゾ Lorenzo（ヴェニスの商人）：ジェシカの婚約者。
- ロンガヴィル Longaville（恋の骨折り損）：ナヴァール王に仕える貴族。